# Werkstatt Bremen – Martinshof
Die Werkstatt Bremen mit dem Martinshof ist ein Eigenbetrieb der Freien Hansestadt Bremen in Bremen, Hoffmannstraße 11. Sie bietet als anerkannte Werkstatt Arbeitsangebote für Menschen mit Behinderungen. Kernstück sind die Martinshof-Werkstätten, die im Rahmen von beruflicher Förderung marktgerecht im Rahmen der Eigenfertigung, Lohnfertigung sowie Dienstleistungen Aufträge ausführen. Die Werkstatt Bremen beschäftigt rund 2200 Menschen, davon 1880 Arbeitsplätze an 35 Standorten (Stand 2020) und gehört damit zu den größten Werkstätten für Menschen mit Behinderungen in Deutschland.

## Organisation
Die Werkstatt Bremen gliedert sich in
- den Martinshof mit den Zentralbereichen und den Regionalzentren
  - Kleinwerkstätten Diedrich-Wilkens-Straße
  - West, Schiffbauerweg
  - Mitte, Buntentorsteinweg
  - Süd, Woltmershauser Straße
  - Ost, Georg-Gries-Straße
  - Virtuelle Werkstatt
- Werkstatt Nord als gemeinnützige GmbH mit dem Martinshof-Nord und deren Regionalwerkstätten in Osterholz-Scharmbeck sowie dem Inklusionsbetrieb „Integra-Automotive“ in Bremen.

Der Martinshof arbeitet in einem breitgefächerten Arbeitsspektrum partnerschaftlich mit der regionalen Wirtschaft und Einrichtungen in und um Bremen zusammen, auch mit dem Schwerpunkt der beruflichen Rehabilitation für Menschen mit kognitiven Einschränkungen und psychischen Behinderungen.
In Bremen gibt es mehrere Verkaufseinrichtungen wie Martinshof Buntentorsteinweg 94, City-Shop Am Markt 1, im Flughafen Bremen, Martinshof Gärtnerei Im Suhrfelde 5 (Hastedt), Martinshof Fahrrad-Shop Diedrich-Wilkens-Straße 49–53 (Hemelingen), Martinshof Keramikwerkstatt Georg-Gries-Straße 1 (Sebaldsbrück) und Imker-Shop in Osterholz-Scharmbeck Jacob-Frerichs-Straße 8.
Der Senatsbereich für Soziales, Jugend, Frauen, Integration und Sport ist für den Bremer Senat die zuständige Aufsichtsbehörde der Werkstatt.
Der Eigenbetrieb wird von der Bremischen Bürgerschaft von dem Betriebsausschuss Werkstatt Bremen begleitet.

## Geschichte

### Vorläuferbetriebe 1923 bis 1945
1923 gründeten in Bremen Arbeitsamt und Fürsorgeamt unter Trägerschaft der Stadt die Werkstätten für Erwerbsbeschränkte als GmbH (ab 1929 Arbeitsstätten GmbH), die bis 1932 in der Bremer Neustadt, Buntentorsteinweg 94, in den ehemaligen Milchviehställen bestand. Um 180/190 Personen waren hier beschäftigt und 70 wohnten hier auch. 1932 wurde hier ein Neubau bezogen.
1938 wurde die Arbeitsstätten GmbH durch die Nazis aufgelöst und die Anstalts- und Arbeitsbetriebe neu gegründet. Über die einzelne Schicksale der bisherigen behinderten Beschäftigten und Bewohner liegen keine gesicherten Erkenntnisse vor, in einer Zeit, wo Behinderte zwangssterilisiert, deportiert und ermordet wurden. Im Zweiten Weltkrieg blieben von 12 Gebäuden nur drei erhalten. Die wenigen Personen, die dort noch lebten, wurden evakuiert und kehrten nach 1945 wieder zurück.

### Wiederaufbau von 1946 bis 1952
Mit dem alten Namen wurde im November 1946 die Anstalts- und Arbeitsbetriebe wieder eröffnet für beschränkt Erwerbstätige, geistig und körperlich Behinderte sowie betreute Jugendliche. Elf Angestellte, 34 Arbeiter und neun Pfleglinge gehörten 1947 dazu. Beschädigte Häuser wurden saniert. Seit 1947 war Georg Gries am Aufbau der Behindertenwerkstatt engagiert und 1949 übernahm er die Geschäftsführung. 1951 wurde an der Kleinen Weser ein zweigeschossiger Neubau fertiggestellt. Damit umfasste der 22.200 m² große Komplex neun Gebäude mit Tischlerei, Schlosserei, Schuhmacherei, Polsterei, Näherei, Malerwerkstatt, Wäscherei, Kleinwerkstatt, Teppichhaus, das Heim mit 50 Plätzen, Zentralküche und die Verwaltungsbaracke.

### Martinshof ab 1953
Martinshof – Städtische Sozialwerkstätten und Versorgungheim war seit 1953 der Name der Einrichtung am Buntentorsteinweg in der auch heutigen (2019) Hauptbetriebsstätte. Bremische Unternehmen waren Auftraggeber und später auch mehrere Industriebetriebe wie AEG und Nordmende. Von 1945 bis 1956 belegte das Rote-Kreuz-Krankenhaus das rote Klinkergebäude und Barackenunterkünfte konnten aufgegeben werden. 1958 hatte das Heim 85 Plätze. 1960 war Gries Mitbegründer der Lebenshilfe für das geistig behinderte Kind (heute Bundesvereinigung Lebenshilfe) und in Bremen deren Geschäftsführer. 1961 wurde der Gesamtplan für geistig behinderte Menschen im Land Bremen unter Wohlfahrtssenatorin Annemarie Mevissen (SPD) erstellt. Der Martinshof war nun eine Abteilung des Sozialamtes. 1966 arbeiteten 74 Angestellte und 252 Behinderte in der Einrichtung und es gab 116 Heimbewohner. 1968 kamen Neubauten hinzu. In den 1970er Jahren entstand ein Förderverein für den Martinshof, der „Martinsclub“, der sich später zu einem eigenen Träger für Bildung, Freizeit und Wohnen verselbständigte.
1987 wurde das Amt Werkstatt Bremen gegründet. Dieses bestand aus zwei Abteilungen, dem Martinshof und den Hilfen zur Arbeit für arbeitslose Sozialhilfeempfänger und einem Wohnheim.
1993 wurde aus dem kameralistisch geführten Amt Werkstatt Bremen ein städtischer Eigenbetrieb mit Einführung kaufmännischen Buchführung gegründet.
2003, zum 50. Jubiläum des Martinshofes, haben Bürger und Betriebe in Bremen die „Stiftung Martinshof“, eine unabhängige privatrechtliche gemeinnützige Stiftung geschaffen. Diese fördert die Zielgruppe der Menschen mit Behinderungen in und um die Werkstatt mit zahlreichen Aktivitäten (Bildung, Gesundheit, Sport, Freizeit etc.).
Folgende dezentrale Erweiterungen kamen hinzu (Platzangaben 2003 mit Außenstellen):
- 1969: Nebenstelle für 70 Plätze in Bremen-Nord, Alte Hafenstraße
- 1975: Betriebsstätte Martinsheide in Vegesack für 300 Personen
- 1980: Betriebsstätte Westerdeich in Woltmershausen für 240 Personen
- 1984: Betriebsstätte Georg-Gries-Straße in Hemelingen für 340 Personen
- 1987: Kleinwerkstätten an sieben Standorten für 230 Personen (2003)
- 1997: Betriebsstätte Schiffbauerweg in Gröpelingen für 135 Personen, sowie eine angeschlossenen Fördergruppe

Ab 1987 wurden die Werkstätten für Menschen mit psychischen Behinderungen ausgebaut. Es folgte 1999 ein Inklusionsprojekt als Abteilung der Werkstatt Bremen. 1993 wurde die Einrichtung ein Eigenbetrieb des Landes. 2000 fand die Gründung der Werkstatt Nord als GmbH statt, die Arbeitsangebote in Bremen und Niedersachsen bietet. 2003 wurde die Stiftung Martinshof gegründet. Nachdem Wilfried Hautop die Geschäftsführung übernommen hatte, hatte 2002 der Betrieb 1552 Plätze. Zu den Auftraggebern zählten 2004 u. a. Daimler/Chrysler, Siemens, Wilkens & Söhne Stahlwerke Bremen, Lemförder Metallwaren, Polizei Bremen, Klinikum Bremen-Mitte.

### Geschäftsführer
- 1949–1953: Georg Gries (Anstalts- und Arbeitsbetriebe)
- 1953–1965: Georg Gries (Martinshof)
- 1965–1983: Hans Menning
- 1985–1999: Hannelore Stöver (Werkstatt Bremen)
- 1999–2000: Jan-Christian Stegmann
- 2001–2016: Wilfried Hautop
- 2016–2019: Ahlrich Weiberg
- 2020–2022: Johann Horn